# العقيلة (محافظة خيبر)
العقيلة قرية من قرى محافظة خيبر في منطقة المدينة المنورة في السعودية، تقع شمال المدينة المنورة.